# Jewgienij Siergiejew
Jewgienij Nikołajewicz Siergiejew (ros. Евге́ний Никола́евич Серге́ев; ur. 11 marca?/23 marca 1887 we wsi Tałowa Bałka, zm. 10 września 1937 w Moskwie) – oficer rosyjski i sowiecki, podpułkownik Armii Imperium Rosyjskiego, komdiw Armii Czerwonej.

## Życiorys
Ukończył Mikołajewską Akademię Sztabu Generalnego. W czasie I wojny światowej walczył na froncie, dochodząc w październiku 1917 do stopnia podpułkownika.
Po przewrocie bolszewickim (rewolucji październikowej) 15 lipca 1918 wstąpił ochotniczo jako specjalista wojskowy do Armii Czerwonej. W latach 1918–1919 na stanowiskach sztabowych w dywizjach i armiach. W kwietniu 1920 roku objął dowództwo nad wojskami zapasowymi Frontu Zachodniego dowodzonego przez Michaiła Tuchaczewskiego. W maju i czerwcu 1920 roku dowodził Północną Grupą Wojsk 15 Armii. Następnie do sierpnia dowódca 4 Armii. Po ranieniu w sierpniu i wrześniu pozostawał w dyspozycji dowódcy Frontu. Po wojnie polsko-bolszewickiej służył w Białoruskim Okręgu Wojskowym, był wykładowcą Akademia Wojskowej im. Michaiła Frunzego, od 1935 kierownikiem katedry sztuki operacyjnej w stopniu naukowym docenta. W maju 1936 przeniesiony do Akademii Sztabu Generalnego Armii Czerwonej na funkcję starszego kierownika katedry sztuki operacyjnej i strategii. Bezpartyjny.
W okresie "wielkiej czystki" 31 maja 1937 aresztowany przez NKWD. 10 września 1937 skazany na śmierć przez Kolegium Wojskowe Sądu Najwyższego ZSRR z zarzutu o "udział w organizacji antysowieckiej", stracony tego samego dnia. Skremowany w krematorium na Cmentarzu Dońskim, prochy pochowano anonimowo (obecnie mogiła zbiorowa nr 1 na Nowym Cmentarzu Dońskim). 
Zrehabilitowany postanowieniem Kolegium Wojskowego SN ZSRR 21 marca 1957.
Swój udział w ofensywie Tuchaczewskiego na Polskę przedstawił w książce pt. „Od Dźwiny ku Wiśle”, przetłumaczonej na język polski.